# Украина на зимних Паралимпийских играх 2010
Украина на зимних Паралимпийских играх 2010 в Ванкувере, Канада представлена 19 спортсменами в 3 видах спорта: биатлоне, лыжной гонке и горнолыжном спорте.

## Состав национальной команды
1. Батенкова-Бауман Юлия Викторовна — Мастер спорта Украины международного класса по лыжным гонкам и биатлону
2. Волчинский Григорий Васильевич — Мастер спорта Украины по лыжным гонкам и биатлону
3. Костюк Юрий Ильич — Заслуженный мастер спорта Украины по лыжным гонкам и биатлону
4. Кононова Александра Николаева — Мастер спорта Украины международного класса по лыжным гонкам
5. Кравитз Евгений Игоревич
6. Лещишин Олег Иванович — Мастер спорта Украины международного класса по легкой атлетике
7. Лукьяненко Виталий Владимирович — Заслуженный мастер спорта Украины по лыжным гонкам
8. Мунц Олег Владимирович — Заслуженный мастер спорта Украины по лыжным гонкам
9. Павленко Людмила Владимировна — Мастер спорта Украины международного класса по лыжным гонкам
10. Самченко Руслан Иванович — Кандидат в мастера спорта Украины по лыжным гонкам
11. Сытник Виталий Юрьевич — Кандидат в мастера спорта Украины по лыжным гонкам
12. Стефурак Надежда Васильевна — Мастер спорта Украины по лыжным гонкам
13. Тимощенко Татьяна Владимировна — Мастер спорта Украины международного класса по биатлону
14. Трифонова Светлана Николаевна — Заслуженный мастер спорта Украины по лыжным гонкам
15. Уткин Юрий Владимирович
16. Хижняк Сергей Петрович — Мастер спорта Украины международного класса по лыжным гонкам
17. Шишкова Оксана Валерьевна — Мастер спорта Украины по биатлону
18. Шульга Дмитрий Олегович
19. Юрковская Елена Юрьевна — Заслуженный мастер спорта Украины по лыжным гонкам

## Медали
| Золото  |                                                         |                                             |
| №       | Спортсмены                                              | Вид спорта (дисциплина)                     |
| 1       | Елена Юрковская                                         | биатлон (преследование, 2,4 км)             |
| 2       | Виталий Лукьяненко                                      | биатлон (преследование, 3 км)               |
| 3       | Александра Кононова                                     | лыжные гонки (индивидуальный спринт, 1 км)  |
| 4       | Александра Кононова                                     | лыжные гонки (индивидуальный спринт, 5 км)  |
| 5       | Александра Кононова                                     | биатлон (индивидуальный спринт, 12,5 км)    |
| Серебро |                                                         |                                             |
| №       | Спортсмены                                              | Вид спорта (дисциплина)                     |
| 1       | Юлия Батенкова-Бауман                                   | лыжные гонки (индивидуальная гонка, 5 км)   |
| 2       | Юрий Костюк                                             | биатлон (преследование, 2,4 км)             |
| 3       | Елена Юрковская                                         | лыжные гонки (индивидуальная гонка, 1 км)   |
| 4       | Григорий Вовчинский                                     | биатлон (индивидуальная гонка, 12.5 км)     |
| 5       | Юлия Батенкова-Бауман                                   | лыжные гонки (индивидуальная гонка, 15 км)  |
| 6       | Юрий Костюк Григорий Вовчинский Виталий Лукьяненко      | лыжные гонки (эстафета, 1х4 км + 2х5 км)    |
| 7       | Елена Юрковская                                         | биатлон (индивидуальная гонка, 10 км)       |
| 8       | Елена ЮрковскаяЮлия Батенкова-БауманАлександра Кононова | лыжные гонки (эстафета, 3х2,5 км)           |
| Бронза  |                                                         |                                             |
| №       | Спортсмены                                              | Вид спорта (дисциплина)                     |
| 1       | Елена Юрковская                                         | лыжные гонки (индивидуальная спринт, 10 км) |
| 2       | Григорий Вовчинский                                     | биатлон (преследование, 3 км)               |
| 3       | Людмила Павленко                                        | биатлон (преследование, 2,4 км)             |
| 4       | Юлия Батенкова-Бауман                                   | биатлон (индивидуальная гонка, 12.5 км)     |
| 5       | Виталий Лукьяненко                                      | биатлон (индивидуальная гонка, 12.5 км)     |
| 6       | Григорий Вовчинский                                     | лыжные гонки (индивидуальная гонка, 10 км)  |

## Внешние ссылки
- Склад команди
- Українські медалісти на Паралімпіаді 2010